# Arcaya
Arcaya (en euskera y oficialmente Arkaia) es un concejo del municipio de Vitoria, perteneciente a la Cuadrilla de Vitoria, en la provincia de Álava, País Vasco (España).

## Toponimia
En el año 1025 en la Reja de San Millán, consta como Arcahia.Otras denominaciones que ha tenido son Arcaya (1294), Harchaya, (1416), Arçaya (1551), Harcaia (1684), Arcaia (1685), Arkaia (1930), Arcaya - Arkaia (1974).

## Geografía física
El concejo, que se encuentra 4 km al este del centro de Vitoria, forma parte de la Cuadrilla de Vitoria y de la Zona Rural Este de Vitoria y a pesar de su cercanía con Vitoria, no está todavía unido al entramado urbano de la ciudad y conserva su personalidad.
|                | Norte: Arcaute |               |
| Oeste: Vitoria |                | Este: Ascarza |
|                | Sur: Otazu     |               |

## Despoblado
Forma parte del concejo una fracción del despoblado de:
- Olarán.[3]
- Sarricuri.[4]

## Historia

### Época romana

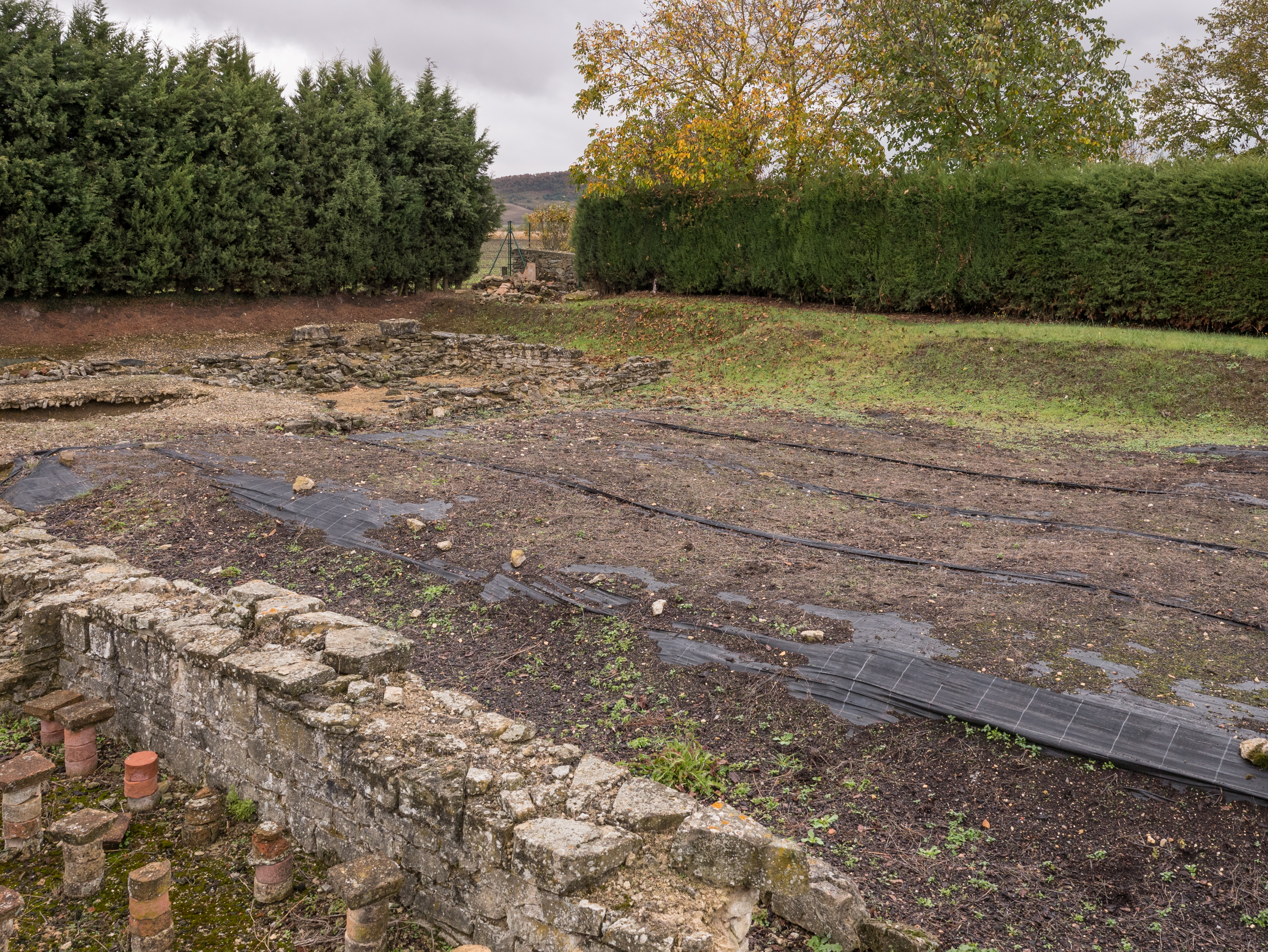
Yacimiento arqueológico de las termas romanas de Arcaya

Hay restos arqueológicos de una casa de baños romana que se descubrió en el siglo XVIII por Lorenzo Prestamero. Sólo sigue existiendo una fracción del asentamiento romano, que abarcó alrededor de 19 hectáreas. En 1976, el arqueólogo Ramón Loza Lengaran excavó los restos de la casa de baños y los describió como probablemente para el uso público. Excavaciones recientes han indicado que la zona fue habitada al menos desde el año 300 a. C. en adelante. Los restos romanos se han relacionado con la ciudad de Suessatio-Suestatio que aparece en las fuentes clásicas. La proximidad a la vía romana que unía Asturica Augusta con Burdigala conocido como Ab Asturica Burdigalam podría explicar el tamaño del asentamiento.
En el verano de 2015, durante unas obras de saneamiento del pueblo, fueron hallados más restos romanos cerca de la iglesia. Dichos yacimientos tenían tres niveles: en el nivel superior se apreciaban unos enterramientos medievales plagados de tumbas de niños y en los otros dos niveles se descubrió una construcción romana de los siglos I y II a. C., junto con unas decoraciones de mármol. También se descubrieron unos restos caristios pertenecientes a los primeros siglos antes de Cristo.[cita requerida]

### Edad Media
Arcaya fue cedida a Vitoria por la Cofradía de Arriaga en 1332. En su término existió la aldea de Sarricurri. La documentación medieval señala que en el siglo XIII abundaba el viñedo en Arcaya.

### SigloXIX
A mediados del siglo XIX, cuando formaba parte del ayuntamiento de Elorriaga, tenía 163 habitantes. Aparece descrito en el segundo volumen del Diccionario geográfico-estadístico-histórico de España y sus posesiones de Ultramar de Pascual Madoz de la siguiente manera:

ARCAYA ó ARCAHIA: l. en la prov. de Alava, dióc. de Calahorra (18 ½ leg.), de la herm. de Andollu, en el part. jud. de Vitoria (¾), y ayunt de Elorriaga (¼): sit. en un llano ventilado y sano, si bien en el verano ocurren algunas intermitentes: tiene sobre 25 casas, y una escuela dotada con 720 rs. á la cual asisten 22 niños y 12 niñas. La igl. parr. (Natividad de Ntra. Sra.) está servida por 2 beneficiados de entera racion; el cementerio es capaz, y en nada perjudica á la salud pública. Confina al N. con Elorriaga, por E. con Ascarza, al S. con Otazu, y por O. con Vitoria; comprende en su térm. al despoblado Sarricuti, y tiene mancomunidad en el de Petriquiz: el terreno es bastante fértil; los caminos locales y medianos; el correo se recibe en Vitoria, á cuyos mercados concurren estos vec. con sus ganados y el sobrante de las cosechas, las cuales consisten en toda clase de cereales, varias legumbres, frutas y hortalizas: pobl.: 28 vec., 163 alm.: contr. (V. Alava intendencia).
(Madoz, 1845, p. 468)

Décadas después, ya en el siglo XX, se describe de la siguiente manera en el tomo de la Geografía general del País Vasco-Navarro dedicado a Álava y escrito por Vicente Vera y López:

Arcaya.—Lugar distante de Vitoria 3,320 metros; con 29 viviendas, 19 de dos pisos y 10 de uno, de ellas 3 sin habitar; cuenta con una población de 157 almas de hecho y de derecho, siendo 82 varones y 75 hembras.

Su parroquia, de categoría rural de segunda, está dedicada á la Natividad de Nuestra Señora y pertenece al arciprestazgo de Armentia. En sus cercanías se alzan tres ermitas. Tiene una escuela incompleta. Al N. limita con Elorriaga, al S. con Otazu, al E. con Ascarza y al O. con Vitoria. En su término, bastante fértil, se recolectan varias clases de granos, legumbres, hortalizas y frutas, criándose algún ganado. Es una de las aldeas viejas que los cofrados de Arriaga cedieron á Alfonso X. Consta que en el siglo XIII estaba su término muy poblado de viñedo, y existía en él la antigua y hoy desaparecida aldea de Sarricurri, de añeja fundación, pues era una de las que pagaban al monasterio de San Millán el voto llamado de la reja. El rey D. Alfonso X la cedió á Vitoria.

Hijo de este lugar fué D. Juan de Retana, beneficiado del cabildo de Villarreal de Álava y arzobispo de Medina, cuyo sepulcro está en la iglesia parroquial. Tiene comunicación con Vitoria por un camino vecinal y fué una de las aldeas que se le agregaron en 1332.
(Vera y López, 1915-1921, pp. 327-328)

## Demografía
La población de Arcaya ha ido creciendo con los años. En el año 2000, el pueblo contaba con apenas 64 vecinos, que se incrementaron a 87 en 2007 pudiendo ser la cifra actual algo mayor, incluso. Es por ello por lo que en 2015 se hicieron unas obras de saneamiento en las que el pavimento de las calles fue sustituido, entre otras mejoras. Actualmente, en el 2018, la población es de 78 habitantes según el Padrón Municipal de habitantes del Ayuntamiento de Vitoria.
| Gráfica de evolución demográfica de Arcaya entre 2000 y 2017 |
|                                                              |
| Población de derecho según los censos de población del INE.  |

## Cultura

### Patrimonio material
- Iglesia parroquial de la Natividad de Nuestra Señora. Aunque la obra principal data del siglo XVI, se conservan restos importantes de una iglesia anterior románica.[11] Las referencias documentales más antiguas de este templo son del siglo XIII.[12] Su retablo mayor data del siglo XVIII, siendo costeado por Catalina de Aberásturi en 1702. Esta iglesia posee un pórtico neoclásico con arcos moldurados, portada de tres vanos adintelados, pila bautismal medieval y torre del siglo XVIII.[6]

- Termas romanas. Situadas junto a la localidad, en la salida hacia Otazu, fueron descubiertas en el siglo XVIII.[13]Es el complejo termal de época romana mejor conservado de Álava. Las excavaciones, iniciadas por Ramón Loza en 1976, descubrieron un interesante complejo arquitectónico de los siglos I y II d. C.[14]
- Puente de Arriba. Localizado en la salida sur de Arcaya en el camino que conduce a Vitoria, coincidente con el trazado del Camino de Santiago, vadeando el río Santo Tomás.[15]
- Puente de Abajo. Localizado al norte de Arcaya, vadea al río Santo Tomás, y da servicio a las fincas situadas al otro lado del núcleo poblacional.[16]

### Patrimonio inmaterial

#### Camino de Santiago
Durante la Edad Media, los peregrinos de Europa comenzaron a usar la antigua calzada romana en su peregrinación a Santiago de Compostela como parte de la Ruta Interior Vasca del Camino de Santiago. El Camino de Santiago Vasco del Interior, también llamado Ruta Jacobea Vasca o Ruta de Bayona, fue la más importante entre los siglos X y XIII. El Camino de Santiago de la Costa se encontraba asediado por los asaltos de los bárbaros normandos (vikingos) y al sur, lo que conocemos por el Camino de Santiago Francés, la dominación árabe era plena por lo que la Ruta de Bayona se convertía en el trazado más seguro para los cristianos que se dirigían a Compostela, enlazando desde Bayona con la calzada romana  XXXIV Ab Asturica Burdigalam, a la altura de San Millán, conocida en la Edad Media como Vía Aquitania, por el flujo de peregrinos que llegaban desde esa región, origen del Camino Francés. Existe evidencia de la peregrinación en el interior de la Iglesia de la Natividad de María (documentado por primera vez en 1226) en el centro del pueblo.[cita requerida]

#### Fiestas
Las fiestas patronales se celebran por la Natividad de Nuestra Señora, teóricamente el 8 de septiembre, si bien se realizan el fin de semana más cercano a dicha fecha.

## Personajes ilustres
- Juan Retana. Arzobispo de Mesina en el siglo XVI.[6]